# ライトたばこ
ライトたばこ（light cigarettes）とは、パッケージに記載されているタールやニコチン量が少ないたばこの総称。学術的には低収率紙巻たばこ (Low-Yield Cigarette) と呼ぶ。アメリカで1950年代に喫煙者の肺がんのリスク増加が示され、たばこ産業は喫煙者を安心させるために「低タール」のたばこを開発し、1980年代に入るとさらに「ウルトラライト」などの商品を販売促進してきた。
健康に関する影響として、病気のリスクが低下するような疫学的な研究結果は見出されておらず、むしろ非喫煙者に比較した肺がんのリスクでは、 1960年代には男性で約12倍であったものが、1980年代には約25倍となり高止まりさせてきた。以前のたばこと比較して深く吸い込む行動につながっていることが原因として指摘されている。

## 歴史
アメリカで1950年代に喫煙者の肺がんのリスク増加が示され、規制当局は少ないタールは、がんの可能性を低くすると結論した。そのため、低タールのたばこの開発がなされた。たばこ規制のために開示された企業の内部文書では、喫煙者を安心させるために「低タール」のたばこを開発したことが記されていた。1976年にフィリップ・モリスは4500万ドルを費やして低タールのブランドをプロモーションしたが、10年後の「ウルトラライト」の登場時にはほぼ倍の広告費を費やした。
近年では、むしろ肺がん死亡率が上昇してきているという疫学研究の結果が得られている。こうしたタバコが原因のひとつとして説明されている。

## 構造
構造としては、フィルターに通気孔を開け、煙以外の空気によって煙を薄めている。
たばこパッケージに記載されているタール･ニコチン量は喫煙装置を用いて測定された値を用いており、喫煙による実際の摂取量とは異なるとされる。フィルターにレーザー光で開けられた空気孔が口や指で塞がった場合、通常の濃いめのたばこになってしまう。

## 健康への影響
軽いたばこを喫煙する事で、代償喫煙などと称される血中ニコチン濃度を満たすための摂取法、深く吸い込む、呼吸を止めるなどによって、かえって喫煙量・本数を増してしまい、通常のたばこに比べて健康リスクの低下にはつながらない。多くの研究では、喫煙者が低いニコチンのたばこに切り替えられると、以前より高いニコチンの血中濃度を維持するようになり、そのために一日あたりの喫煙本数を増加させる。
1960年代以降増加した肺腺がん（肺の深部に発生する）の原因に、フィルター付たばことりわけ、これらライトたばこの消費量増加が懸念されている。コホート研究によるアメリカでの非喫煙者に比較しての喫煙による死亡リスクの増加は、以下である。
- 1960年代 男12.22倍 女2.73倍
- 1980年代 男23.82倍 女12.65倍
- 2000年代 男24.97倍 女25.66倍

こうしたリスクの増加は、男女差では古き時代と比較して、女性も男性のように早い年齢で頻繁に吸うようになったことということがあるが、男性では1980年代に高止まりしている。リスク増加の合理的な説明のひとつとして1950年代以降に、たばこのニコチンの吸収のために煙が深く吸い込まれるような設計の変更がなされ、肺の煙への暴露が増えたということである（他にはタバコ葉の変化などが理由に挙げられる）。

## 規制
たばこの規制に関する世界保健機関枠組条約の11条は、有害性についての誤った印象を与える手段を用いた販売をしないことを定めており、そこには「ロー・タール」、「ライト」、「ウルトラ・ライト」、「マイルド」といった用語を含めることができるとしている。
欧州連合 (EU) は、2003年1月以降圏内で販売されるたばこパッケージへの「マイルド」「ライト」「低タール」「低ニコチン」などの表記を全面禁止としている。また、たばこ規制枠組条約策定時に、これらの表記を全面禁止にする方針であったが、マイルドセブン（現・メビウス）を販売している日本たばこ産業（JT）および日本国政府は反対。その結果、禁止するかどうかは批准国が自主的に決定するという形になった。
日本では、2005年から行われている健康警告表示に、形容詞（mild, lights, medium等）を使用する場合、パッケージの側面に、「本パッケージに記載されている製品名の『～～』並びに本製品の性質・状態及び煙中の成分量を示す『～～』の表現は、本製品の健康に及ぼす悪影響が他製品と比べて小さいことを意味するものではありません」等の記載を義務付けている（財務省令・たばこ事業法）。
フィリップモリスでは、製品包装に「あなたが吸い込むタールとニコチンの量は、たばこの吸い方によって異なります」と言う記載を独自にしている（本体のパッケージには一部の銘柄にて表示されている）。